# Ikarus 405
Ikarus 405 je model městského nízkopodlažního midibusu, který v letech 1993 až 1996 vyráběla maďarská firma Ikarus.

## Konstrukce
Ikarus 405 je standardní nízkopodlažní midibus, vycházející z řady 400. Model 405 je dvounápravový autobus se samonosnou karoserií. Zadní náprava je hnací, motor a převodovka se nachází v motorové věži v zadní části vozu. Kabina řidiče je uzavřená.
Midibus Ikarus 405 byl vyráběn ve dvou modifikacích s délkami 7,3 m a 8 m.

## Výroba a provoz
První prototyp Ikarusu 405 byl vyroben v roce 1993 a následně byla zahájena sériová výroba, která však trvala pouze do roku 1996. V roce 1998 ovládl firmu Ikarus holding Irisbus, který se v roce 2003 rozhodl nabízet pouze holdingové autobusy Irisbus Citybus, což mělo za následek neúspěch ve výběrovém řízení na 100 nových autobusů do budapešťského dopravního podniku BKV. Kvůli tomu byl uzavřen celý výrobní závod a firma se dále soustředila jen na výrobu náhradních dílů. V roce 2006 byl ale výrobní závod odkoupen maďarským podnikatelem, který má v budoucnu v plánu obnovit výrobu Ikarusů řad 200 a 400, čímž se teoreticky mohou opět vyrobit i nové autobusy Ikarus 405.
Ikarusy 405 nejsou příliš rozšířeny. V České republice se objevily pouze v Karlových Varech, a to v počtu dvou kusů, navíc byly oba již vyřazeny. Většího rozšíření dosáhly, na rozdíl od jiných vozů řady 400, jen v Maďarsku.

## Historické vozy
- soukromá osoba (karlovarský vůz ev. č. 330)